# Débora Giorgi
Débora Adriana Giorgi (sinh ngày 21 tháng 10 năm 1959) là một nhà kinh tế người Argentina, trước đây là Bộ trưởng Bộ Công nghiệp của quốc gia này.

## Cuộc đời và sự nghiệp
Giorgi sinh ra ở Balvanera, Buenos Aires, năm 1959 và tốt nghiệp danh dự từ Đại học Công giáo Argentina với bằng Kinh tế, sau đó xuất bản nhiều bài báo học thuật về chuyên ngành của mình. Bà gia nhập thế giới tài chính chuyên nghiệp với tư cách là một chuyên gia ăn chênh lệch giá vào năm 1989, đồng sáng lập Alpha econom Studies, một công ty tư vấn tài chính được ký hợp đồng với Chủ tịch Ngân hàng Trung ương Argentina lúc bấy giờ, ông Javier González Fraga, một nhân vật bảo thủ nổi bật. Bà kết hôn với Javier Ordóñez, một luật sư, vào năm 1986, có một con trai và sau đó mua một ngôi nhà ở khu vực sang trọng Belgrano của Buenos Aires.
Giorgi rời Alpha Nghiên cứu kinh tế vào năm 1999 để nhận một chức vụ nổi bật là Bộ trưởng Thương mại (một vị trí cấp dưới Nội các) dưới tay của Bộ trưởng Kinh tế đầu tiên của Tổng thống mới được bầu Fernando de la Rúa, ông Jose Luis Machinea. Sau này được Bộ trưởng Kinh tế Domingo Cavallo chuyển sang chức vụ Bộ trưởng Năng lượng và Khai thác. Sau khi Tổng thống Fernando de la Rúa từ chức vào tháng 12 năm 2001, cô trở lại Alpha, theo đó cô được mời làm Giám đốc Trung tâm Đàm phán Quốc tế của Liên minh Công nghiệp Argentina (UIA), tổ chức lobby của các nhà sản xuất hàng đầu của Argentina.
Giorgi được Thống đốc Felipe Solá bổ nhiệm làm Bộ trưởng Bộ Sản xuất của tỉnh Buenos Aires (lớn nhất Argentina) vào năm 2005. Trong cương vị này, bà đã mở lại Văn phòng Quan hệ Kinh tế Quốc tế, khiến cho việc theo đuổi con đường ngoại thương trở thành trọng tâm trong chính sách của bộ. Bà cũng nỗ lực trong việc áp dụng cắt giảm thuế lớn trong tỉnh trong nhiệm kỳ của mình.